# Яковлево (Конышёвский район)
Яковлево — деревня в Конышёвском районе Курской области России. Входит в состав Малогородьковского сельсовета.

## География
Деревня находится у ручья Городьков (приток реки Прутище в бассейне Сейма), в 75 км от российско-украинской границы, в 49 км к северо-западу от Курска, в 15 км к северо-востоку от районного центра — посёлка городского типа Конышёвка, в 4 км от центра сельсовета — села Малое Городьково.
Климат
Яковлево, как и весь район, расположено в поясе умеренно континентального климата с тёплым летом и относительно тёплой зимой (Dfb в классификации Кёппена).
| Показатель                                                                      | Янв. | Фев. | Март | Апр. | Май  | Июнь | Июль | Авг. | Сен. | Окт. | Нояб. | Дек. | Год  |
| ------------------------------------------------------------------------------- | ---- | ---- | ---- | ---- | ---- | ---- | ---- | ---- | ---- | ---- | ----- | ---- | ---- |
| Средний суточный максимум, °C                                                   | −4,2 | −3,2 | 2,5  | 12,7 | 19   | 22,3 | 24,9 | 24,1 | 17,8 | 10,3 | 3,3   | −1,3 | 10,7 |
| Средняя температура, °C                                                         | −6,2 | −5,7 | −1   | 7,9  | 14,4 | 18   | 20,6 | 19,6 | 13,7 | 7,1  | 1,1   | −3,2 | 7,2  |
| Средний суточный минимум, °C                                                    | −8,6 | −8,7 | −5   | 2,5  | 8,9  | 12,7 | 15,6 | 14,6 | 9,5  | 3,8  | −1,2  | −5,3 | 3,2  |
| Норма осадков, мм                                                               | 51   | 45   | 48   | 51   | 63   | 71   | 76   | 55   | 58   | 58   | 48    | 49   | 673  |
| Источник: Погода по месяцам c ru.climate-data.org(дата обращения: Октябрь 2021) |      |      |      |      |      |      |      |      |      |      |       |      |      |

Часовой пояс
Деревня Яковлево, как и вся Курская область, находится в часовой зоне МСК (московское время). Смещение применяемого времени относительно UTC составляет +3:00.

## Население
| 2002 | 2010 |
| ---- | ---- |
| 40   | ↘16  |

## Инфраструктура
Личное подсобное хозяйство. В деревне 36 домов.

## Транспорт
Яковлево находится в 70,5 км от автодороги федерального значения М3 «Украина» (Москва — Калуга — Брянск — граница с Украиной), в 31,5 км от автодороги М2 «Крым» (Москва — Тула — Орёл — Курск — Белгород — граница с Украиной, с подъездами к Туле, Орлу, Курску, Белгороду и историко-архитектурному комплексу «Одинцово»), в 45 км от автодороги А142 (Тросна — М-3 «Украина»), в 23,5 км от автодороги регионального значения 38К-038 (Фатеж — Дмитриев), в 13 км от автодороги 38К-005 (Конышёвка — Жигаево — 38К-038), в 24 км от автодороги 38К-017 (Курск — Льгов — Рыльск — граница с Украиной), в 4 км от автодороги межмуниципального значения 38Н-136 (38К-005 — Малое Городьково — Большое Городьково), на автодороге 38Н-139 (38Н-136 — Яковлево), в 14 км от ближайшего ж/д остановочного пункта 552 км (линия Навля — Льгов I).
В 154 км от аэропорта имени В. Г. Шухова (недалеко от Белгорода).